# Kreissparkasse München Starnberg Ebersberg
Die Kreissparkasse München Starnberg Ebersberg ist ein öffentlich-rechtliches Kreditinstitut mit Sitz in München in Bayern. Ihr Geschäftsgebiet sind die Landkreise München, Starnberg und Ebersberg.

## Geschichte
1989 schlossen sich  die bis dahin eigenständige Gemeindesparkasse Gauting und Kreissparkasse Starnberg zu den Vereinigten Sparkassen im Landkreis Starnberg zusammen. 2005 erfolgte die Fusion mit der Kreissparkasse des Landkreis München zur Kreissparkasse München-Starnberg, welche 2011 durch abermalige Fusion mit der Kreissparkasse Ebersberg zur heutigen Kreissparkasse München Starnberg Ebersberg wurde. Ziel war jeweils, durch Kosteneinsparungen und Synergieeffekte die Ertragslage zu verbessern. Vier unabhängige Sparkassenstiftungen führen die sozialkaritativen Bemühungen des jeweiligen Gründerinstitut im jeweiligen Geschäftsgebiet fort.

## Organisationsstruktur
Die Kreissparkasse München Starnberg Ebersberg ist eine Anstalt des öffentlichen Rechts. Rechtsgrundlagen sind das Sparkassengesetz, die bayerische Sparkassenordnung und die durch den Träger der Sparkasse erlassene Satzung. Organe der Sparkasse sind der Vorstand und der Verwaltungsrat. Träger der Kreissparkasse München Starnberg Ebersberg ist der Sparkassenzweckverband München Starnberg Ebersberg Gauting. Dem Zweckverband gehören die Landkreise München, Starnberg und Ebersberg sowie die Gemeinde Gauting als Mitglieder an.

## Geschäftsausrichtung
Die Kreissparkasse München Starnberg Ebersberg wies im Geschäftsjahr 2023 eine Bilanzsumme von 13,178 Mrd. Euro aus und verfügte über Kundeneinlagen von 10,703 Mrd. Euro. Gemäß der Sparkassenrangliste 2023 liegt sie nach Bilanzsumme auf Rang 15. Sie unterhält 92 Filialen/Selbstbedienungsstandorte und beschäftigt 1.181 Mitarbeiter.

## Sparkassen-Finanzgruppe
Die Kreissparkasse München Starnberg Ebersberg ist Teil der Sparkassen-Finanzgruppe und gehört damit auch ihrem Haftungsverbund an. Er sichert den Bestand der Institute und sorgt dafür, dass sie auch im Fall der Insolvenz einzelner Sparkassen alle Verbindlichkeiten erfüllen können. Die Sparkasse vermittelt Bausparverträge der regionalen Landesbausparkasse, offene Investmentfonds der Deka und Versicherungen der Versicherungskammer Bayern. Im Bereich des Leasing arbeitet die Kreissparkasse München Starnberg Ebersberg mit der  Deutschen Leasing zusammen. Die Funktion der Sparkassenzentralbank nimmt die BayernLB wahr.